# Station Koriyama
Station Kōriyama  (郡山駅,  Kōriyama-eki) is een spoorwegstation in de Japanse stad Yamatokoriyama. Het wordt aangedaan door de Yamatoji-lijn. Het station heeft twee sporen, gelegen aan twee zijperrons.  

## Treindienst

### JR West
| 1 | ■ Yamatoji-lijn | richting Nara en Kamo             |
| 2 | ■ Yamatoji-lijn | richting Ōji, Tennōji en JR Namba |

## Geschiedenis
Het station werd in 1890 geopend.

## Overig openbaar vervoer
Bussen  21 en 26 van Nara Kōtsū.
(Kansai-lijn<<) Kamo · Kizu · Narayama · Nara · Kōriyama · Yamato-Koizumi · Hōryūji · Ōji · Sangō · Kawachi-Katakami · Takaida · Kashiwara · Shiki · Yao · Kyūhōji · Kami · Hirano · Tōbu-Shijō-mae · Tennōji · Shin-Imamiya · Imamiya (>>Osaka-ringlijn) · JR Namba